# Cerkiew Zaśnięcia Najświętszej Maryi Panny w Chłopicach
Cerkiew Zaśnięcia Najświętszej Maryi Panny w Chłopicach – dawna parafialna cerkiew greckokatolicka, powstała w 1761 w Chłopicach.
Cerkiew w 1788 przejęta i użytkowana jako rzymskokatolicki kościół parafialny Wniebowzięcia Najświętszej Maryi Panny parafii w Chłopicach.
Obiekt wpisany w 1951 do rejestru zabytków i włączony do podkarpackiego Szlaku Architektury Drewnianej.

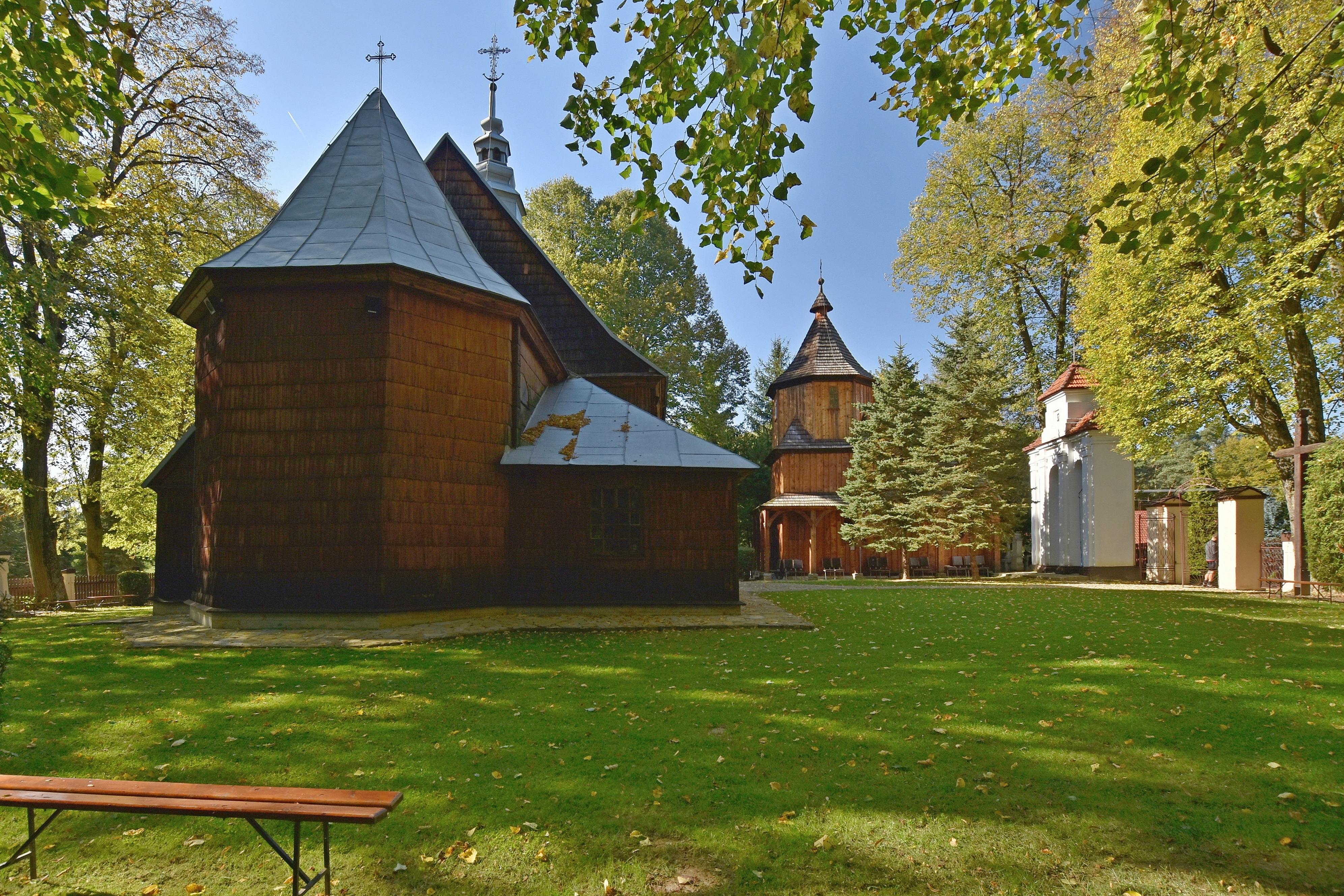
Widok ogólny
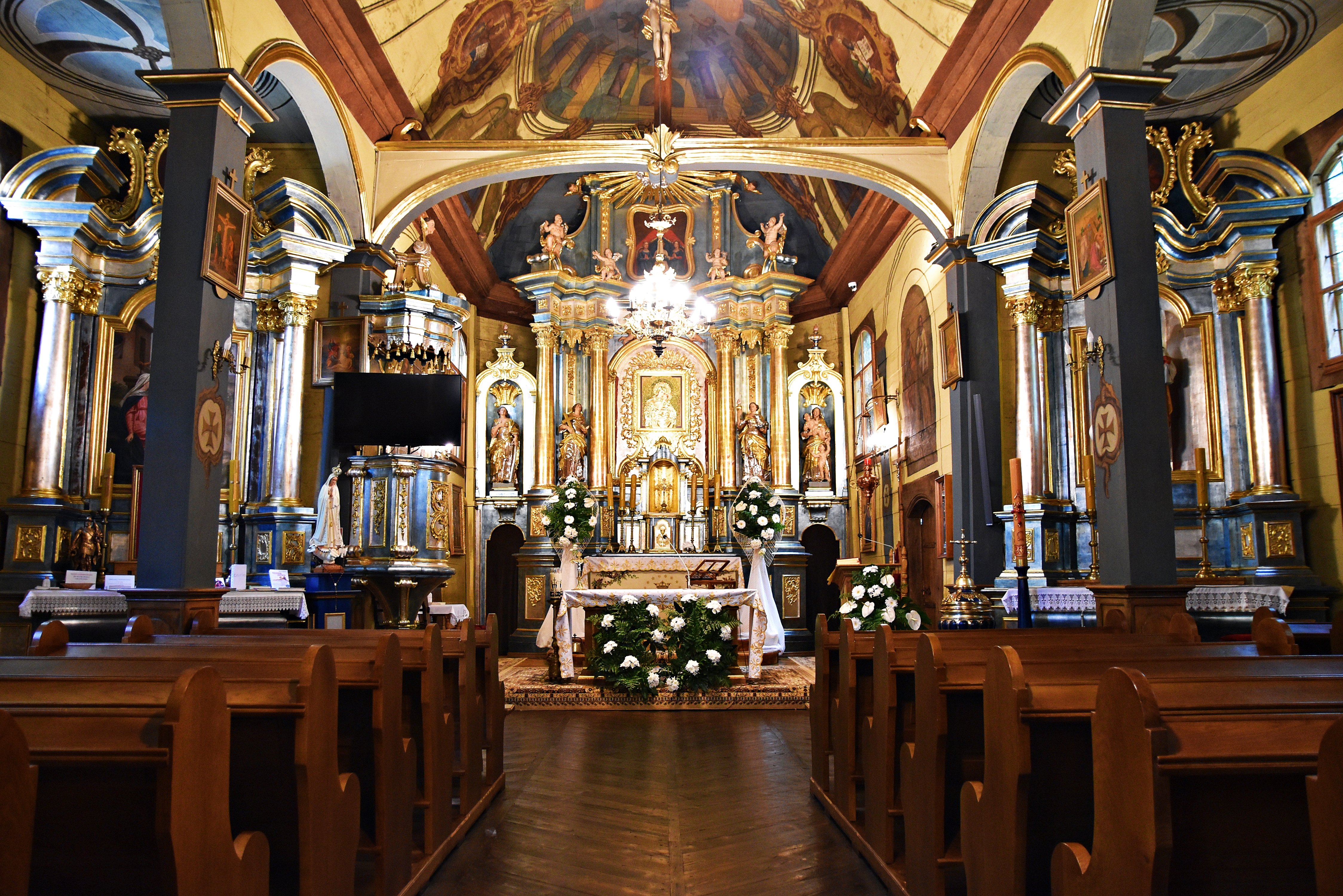
Wnętrze
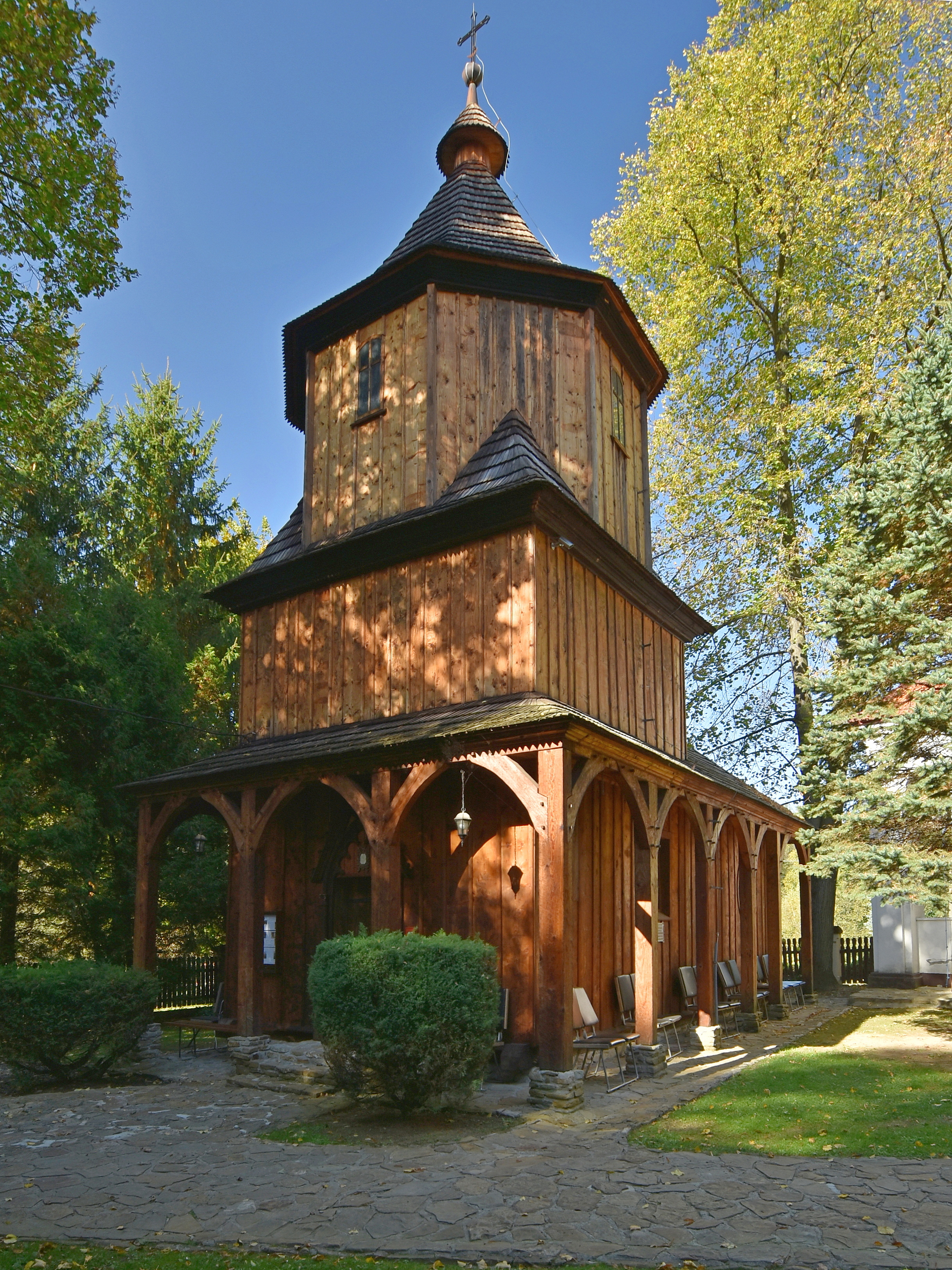
Dzwonnica